# Maurice Mahut
Pour les articles homonymes, voir Mahut.
Maurice Marc Émile Mahut, né le 8 août 1878 à Paris, ville où il est mort le 6 avril 1929, est un peintre et illustrateur français.

## Biographie
Fils d'un comptable, Maurice Mahut naît le 8 août 1878 dans le 1er arrondissement de Paris, étudie la peinture auprès de Benjamin Constant et de Jean-Paul Laurens.

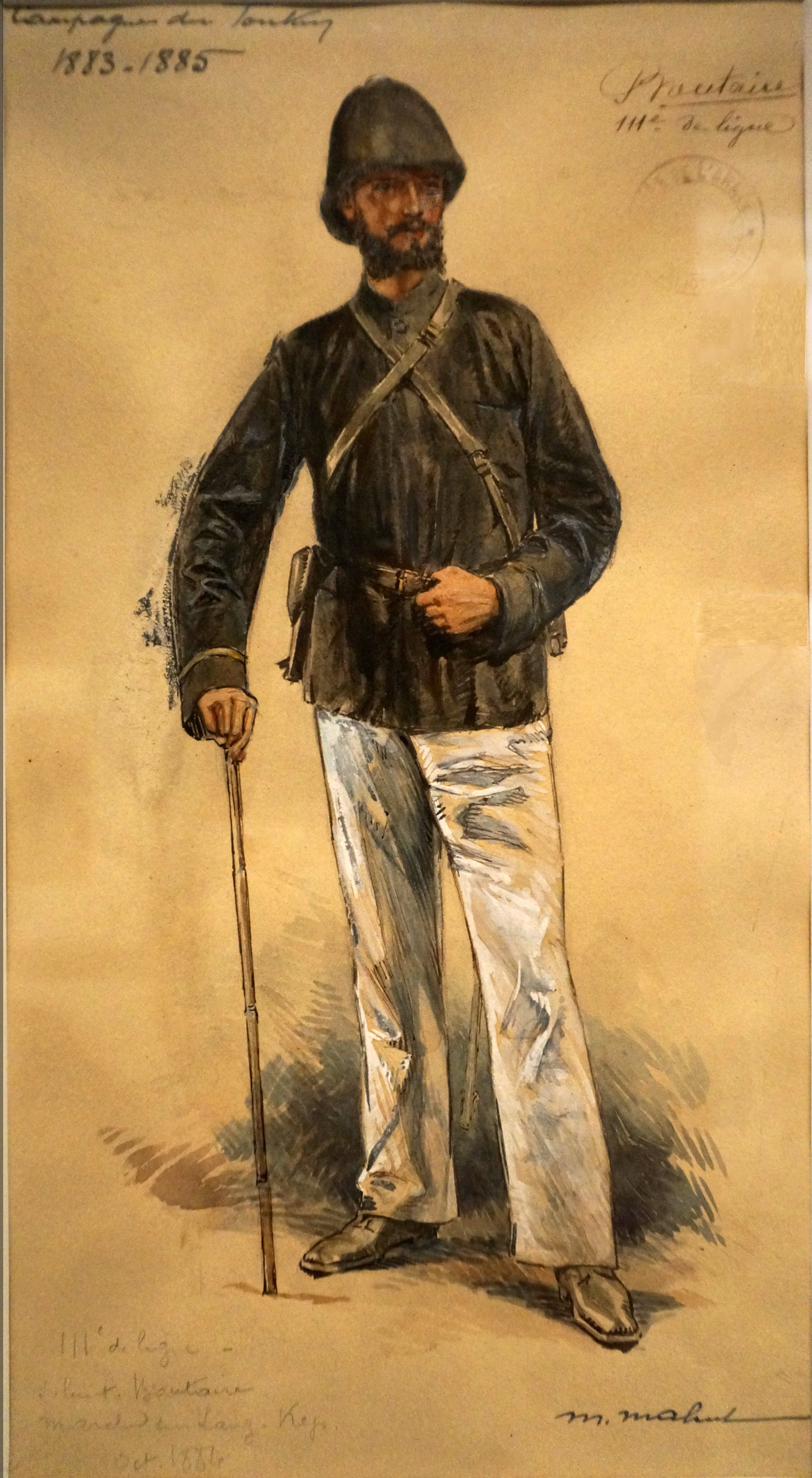
Lt Boutaire officier du en Indochine par Maurice Mahut.

Il collabore avec de nombreux journaux et revues comme Lecture pour tous, Le Monde illustré ou Je sais tout, auxquels il fournit des illustrations, ainsi qu'à des séries d'ouvrages comme la « Select-Collection ». Il illustre les ouvrages de Pierre Loti, Paul d'Ivoi et Maurice Leblanc. Il réalise aussi des affiches comme pour le Nouveau Cirque de Paris.
Maurice Mahut est surtout connu pour ses peintures et illustrations militaires et fut le peintre attitré de la Légion étrangère. Pierre Benigni lui succéda dans cette charge.
Il meurt le 6 avril 1929 en son domicile dans le 7e arrondissement.

## Œuvres
Affiches
- 1901 : Nouveau Cirque. L'Estafette, pantomime équestre et nautique à grand spectacle[3].
- 1902 : Nouveau Cirque[4].
- 1903 : Nouveau Cirque. Le Cake-Walk[5].
- 1903 : Nouveau Cirque, 251, rue St-Honoré[6].

Illustrations
- 1901 : Les Mystères de la Légion étrangère de Georges d'Esparbès.
- 1907 : De peur d'aimer d'Albérich Chabrol.
- 1909 : L'Aiguille creuse de Maurice Leblanc.
- 1910 : La Force de Paul Adam.
- 1910 : Le Roman d'un spahi de Pierre Loti[7].
- 1911 : Ellen de Jean Lorrain.
- 1917 : Au frisson des drapeaux de Jacques Redelsperger.
- 1921 : Dix-sept histoires de marins de Claude Farrère.
- 1921 : Le Roman du malade de Robert Louis.
- 1925 : Le cirque, l'équitation et l'athlétisme d'Ernest Molier.
- 1927 : Au souffle de la grande tourmente d'Édouard Hannecart, préface du Maréchal Joffre.

Salon de Paris
- 1906 : Rentrée à la caserne, gouache (n° 2427).
- 1914 : Tirailleurs sénégalais (Maroc occidental), dessin (n° 2847) ;
- 1914 : Tirailleurs sénégalais et leurs familles, au débarquement à Casablanca, dessin (n° 2848).
- 1918 : Chasseur à cheval, tranchée de Fricourt (Somme), avril 1915, dessin (n° 566).

## Distinctions
- Officier d'Académie (arrêté du ministre de l'Instruction publique et des Beaux-Arts du 1er janvier 1905).
- Officier de l'Instruction publique (arrêté du ministre de l'Instruction publique et des Beaux-Arts du 28 février 1912)[8].